# EVR-Baureihe Nkk
Die Lokomotiven der Baureihe Nkk waren Dampflokomotiven der Eesti Vabariigi Raudtee (EVR) mit der Achsfolge 1C.

## Geschichte
Mit der Gründung der EVR nach der Unabhängigkeit Estlands 1919 übernahm die neue Staatsbahn eine große Anzahl ehemals russischer Lokomotiven. Bis zur sowjetischen Okkupation Estlands 1940 konnten sie aus finanziellen Grunden nur durch wenige Neubeschaffungen ergänzt werden und die EVR modernisierte daher ihren teilweise überalterten Fahrzeugbestand in ihren eigenen Werkstätten.
Zu den übernommenen Lokomotiven zählten auch 16 Stück der Russischen Baureihe Н (N) der Baujahre 1903 bis 1911, die bei der EVR als Baureihe NK eingeordnet wurden. Sie erhielten die Nummern 30, 31, 35, 40–49, 55, 56 und 65. Ab 1935 modernisierte die EVR sechs dieser Lokomotiven mit den Nummern 30, 35, 42, 43, 49 und 65 und bezeichnete sie als Nkk. Die Zugkraft lag nach dem Umbau deutlich über der der Baureihe Н (N). Zudem besaßen sie ein windschnittiges Führerhaus und eine Abschlammvorrichtung. Die Lokomotiven mit den auffällig weit hinten liegenden Zylindern beförderten bis 1941 Reisezüge im estnischen Breitspurnetz mit bis zu 100 km/h Spitzentempo.